# Cá tầm thìa Amu Darya lớn
Cá tầm thìa Amu Darya lớn (tên khoa học Pseudoscaphirhynchus kaufmanni) là một loài cá thuộc họ Acipenseridae.

## Phân bố
Nó được tìm thấy ở Tajikistan, Turkmenistan, và Uzbekistan thuộc sông Amu Dayra, nơi có 2 quần thể chính: một là ở sông Vakhsh (phụ lưu của Amu Darya), quần thể còn lại ở trung lưu của sông Amu Darya, trong một khu vực giữa hai thị trấn Kerki và Chardzhou (Nó không được tìm thấy ở Chardzhou). Trong lịch sử, chúng từng phân bố trải dài từ thượng nguồn của sông đến đồng bằng. Tại hạ lưu sông chỉ có một số cá thể được ghi nhận vào đầu những năm 1990.

## Kích thước
Loài này có kích thước và trọng lượng khá nhỏ và hiện tại kích thước và trọng lượng của các cá thể trong loài đều đang giảm sút. Kích thước và khối lượng của các cá thể trong quần thể đều giảm sút. Trước đây, kích thước tối đa của cá tầm là 75 cm và trọng lượng tối đa là 2 kg; năm 1965-1966, chiều dài cơ thể trung bình giảm từ 75 cm xuống 37 cm và trọng lượng trung bình, giảm từ 2 kg xuống 241 g; năm 1989-1991, chiều dài trung bình giảm còn 23,6 cm và trọng lượng trung bình chỉ còn là 100,2 g.

## Môi trường sống, sinh thái và sinh sản
Cá tầm chủ yếu sống ở các vùng nước nông, bùn của các con sông có dòng nước chảy hỗn loạn và siết có nền cát hoặc đá cuội ở độ sâu từ 1 mét đến 1,5 mét. Mặc dù cá tầm thìa Amu Dayra là loài cá nước ngọt nhưng chúng có thể chịu một số độ mặn nhất định vì loài này cũng có thể được tìm thấy ở gần biển Aral. Chúng chủ yếu ăn cá nhỏ với ấu trùng côn trùng tạo thành phần còn lại của chế độ ăn. Sinh sản bắt đầu từ cuối tháng 3 đến đầu tháng 5 ở nhiệt độ nước từ 14 đến16 o C. Cơn đực sống từ 5 đến 7 tuổi, còn con cái là 6 đến 8 năm. Khoảng cách giữa các đợt sinh sản kéo dài từ 4 đến 5 năm. Trong lịch sử, loài này dễ dàng lai với các loài khác trong chi Pseudoscaphirhynchus.

## Dân số
Loài cá này chủ yếu sống tập trung ở xung quanh các làng Kerki-Chardzhou-Ildzhik ở thượng nguồn và trung lưu sông, nơi chúng hỗ trợ nghề đánh cá thương mại vào những năm 1930. Vào những năm 1970, cá tầm thìa Amu Dayra lớn cũng sinh sông ở hạ lưu sông, số lượng của các cá thể trưởng thành chiếm 26% quần thể ở hạ lưu sông. Theo Zholdasova (1997), Cá tầm mỏ xẻng lớn tiếp tục sinh sản ở sông Amu Darya, tuy nhiên tỷ lệ sinh sản của quần thể rất thấp. Vào năm 1991, chỉ có 2 cá thể hơn 1 năm tuổi được thu thập ở vùng hạ lưu, vào năm 1993, ba cá thể có kích thước tương tự đã được thu thập ở Kênh Ordybai của đồng bằng sông Amu Darya và một cá thể gần thị trấn Nukus trong kênh tưới Kattyagar. Sự xuất hiện của loài này trong môi trường sống trước đây của nó (hạ lưu sông Amu Darya) có thể là do khối lượng đáng kể và dòng chảy ổn định ở hạ lưu xảy ra vào năm 1993, như trong giữa những năm 1990, lưu lượng trung bình ở sông Amu Darya là 3,7 cao gấp nhiều lần so với thập kỷ trước.